# Stanisław Kołcz
Stanisław Kołcz (ur. 13 czerwca 1930 w Korniaktowie, zm. 18 czerwca 2005 we Wrocławiu) – generał brygady WP.

## Życiorys
Skończył szkołę powszechną w Białobrzegach i 4 klasy gimnazjum w Łańcucie. We wrześniu 1948 wstąpił do wojska w Rzeszowie. W 1950 ukończył Oficerską Szkołę Piechoty w Jeleniej Górze, dowódca plutonu w 6 pp w Częstochowie. 1951-1954 studiował w ASG WP w Rembertowie, potem w stopniu kapitana został szefem sztabu 90 pp w Zgorzelcu. Od jesieni 1955 pracował w Śląskim Okręgu Wojskowym we Wrocławiu. 
W sierpniu 1964 został szefem sztabu - zastępcą dowódcy 2 Dywizji Zmechanizowanej w Nysie w stopniu podpułkownika. W 1965 powrócił do pracy w ŚOW. 1967-1969 studiował w Akademii Sztabu Generalnego Sił Zbrojnych ZSRR im. K. Woroszyłowa w Moskwie, po czym został szefem Oddziału I Sztabu ŚOW. Od jesieni 1973 zastępca szefa sztabu tego okręgu. Od lata 1977 docent w Wyższej Szkole Oficerskiej Wojsk Zmechanizowanych im. T. Kościuszki we Wrocławiu. Od lipca 1979 do lipca 1983 szef grupy kierunkowych na Wojsko Polskie w Zarządzie I Sztabu Zjednoczonych Sił Zbrojnych Państw - Stron Układu Warszawskiego w Moskwie. Następnie był szefem Zespołu Szkolenia Operacyjnego Sztabu Generalnego WP w Warszawie. 
Jesienią 1983 mianowany generałem brygady; nominację wręczył mu w Belwederze przewodniczący Rady Państwa PRL prof. Henryk Jabłoński w obecności I sekretarza KC PZPR gen. armii Wojciecha Jaruzelskiego. Od grudnia 1988 do maja 1991 Główny Specjalista Kierownictwa Sztabu Generalnego WP z siedzibą przy Sztabie Śląskiego Okręgu Wojskowego. 
W sierpniu 1991 przeniesiony w stan spoczynku.
Autor wielu prac, artykułów, recenzji i skryptów. Współautor (z płk Z. Gołąbiem) podręcznika „Współczesne dowodzenie wojskami” (1974).

## Odznaczenia i wyróżnienia
- Order Sztandaru Pracy II klasy (1988)
- Krzyż Komandorski Orderu Odrodzenia Polski (1977)
- Krzyż Oficerski Orderu Odrodzenia Polski (1970)
- Krzyż Kawalerski Orderu Odrodzenia Polski (1965)
- Srebrny Krzyż Zasługi (1958)
- Medal 30-lecia Polski Ludowej
- Medal 40-lecia Polski Ludowej
- Złoty Medal „Siły Zbrojne w Służbie Ojczyzny” (1970)
- Srebrny Medal Siły Zbrojne w Służbie Ojczyzny
- Brązowy Medal Siły Zbrojne w Służbie Ojczyzny
- Złoty Medal „Za zasługi dla obronności kraju” (1975)
- Srebrny Medal „Za zasługi dla obronności kraju”
- Brązowy Medal „Za zasługi dla obronności kraju”
- Wpis do Honorowej Księgi Czynów Żołnierskich (1975)
- Nagroda Ministerstwa Obrony Narodowej II stopnia (1972)
- Nagroda Ministerstwa Obrony Narodowej III stopnia (1970)